# CONMEBOL
Confederación Sudamericana de Fútbol (CONMEBOL) je najviše izvršno tijelo u Južnoj Americi zaduženo za nogomet.

## Natjecanja
- Copa América
- Copa Libertadores
- Copa Sudamericana
- Recopa Sudamericana
- Supercopa Sudamericana
- Copa Merconorte
- Copa Mercosur
- Copa CONMEBOL

## Savezi CONMEBOL-e
| - Argentina - Bolivija - Brazil - Čile - Kolumbija |  | - Ekvador - Paragvaj - Peru - Urugvaj - Venezuela |

## Vanjske poveznice
- CONMEBOL.com